# Mathias Jucker
Mathias Jucker (* 7. Juli 1961 in Zürich) ist ein Schweizer Neurowissenschaftler, Professor und Direktor am Hertie-Institut für klinische Hirnforschung der Universität Tübingen, Deutschland. Er ist zudem Gruppenleiter am Deutschen Zentrum für Neurodegenerative Erkrankungen (DZNE) in Tübingen. Mathias Jucker ist bekannt für seine Forschung zu den biologischen Mechanismen der Gehirnalterung und der Alzheimer-Krankheit.

## Ausbildung und Karriere
Jucker promovierte 1988 in Naturwissenschaften an der ETH Zürich in der Schweiz. Danach begann er seine Forschung zum Altern des Gehirns am National Institute on Aging (NIA) in Baltimore, USA, und später an der Universität Basel in der Schweiz. Er wurde 2003 berufen auf die Professur für Zellbiologie neurologischer Erkrankungen an die Universität Tübingen. 2009 wurde er zusätzlich Gruppenleiter am DZNE in Tübingen, und 2012 übernahm er die Rolle des Gründungskoordinators des Netzwerkes für die familiäre autosomal-dominante Form der Alzheimer-Erkrankung (DIAN) für Deutschland.

## Forschung

### Prion-ähnliche Eigenschaften krankheitsverursachender Proteine
Mathias Jucker´s Forschung konzentriert sich auf die Untersuchung, wie fehlgefaltete Proteine Krankheiten im Hirn auslösen, indem sie aggregieren und sich um die Nervenzellen ablagern. In Zusammenarbeit mit Lary Walker war Mathias Jucker der Erste, der nachwies, dass die Ablagerung vom β-Amyloid bei der Alzheimer-Krankheit nach einem Prion-ähnlichen Mechanismus erfolgt. Dieses Konzept wurde später auf andere Proteine wie Tau und α-Synuclein ausgeweitet, die sich ähnlich fehlfalten und bei neurodegenerativen Erkrankungen (Proteinfehlfaltungserkrankungen) aggregieren.

### Biomarker für Alzheimer
Mathias Jucker hat außerdem zur Entwicklung und Validierung von Biomarkern für Alzheimer und andere neurodegenerative Erkrankungen beigetragen. Er stellte fest, dass Veränderungen von Biomarkern in der Gehirn-Rückenmarksflüssigkeit (Liquor) in Mausmodellen den Veränderungen beim Menschen mit Alzheimer ähneln. Zudem wies er nach, dass das Neurofilament-Leichtkettenprotein in Neuronen als Biomarker im Blut und Liquor genutzt werden kann, um den Krankheitsverlauf zu bestimmen.

## Auszeichnungen
Jucker erhielt zahlreiche wissenschaftliche Preise, darunter:
- Forschungspreis der Schweizerischen Alzheimer-Vereinigung (2001)[6]
- Zenith Fellows Award der Alzheimer’s Association (2006)[7]
- Soriano Lectureship der American Neurological Association (2010)[8]
- Hamburger Wissenschaftspreis für Demenzforschung der Akademie der Wissenschaften in Hamburg (2013)[9]
- Metlife Foundation Award for Medical Research in Alzheimer's Disease (2014)[10]
- Internationaler Preis für Translationale Neurowissenschaften der Gertrud-Reemtsma-Stiftung (Max-Planck-Gesellschaft) (2020)[11]

## Veröffentlichungen

### Auswahl
- "Cerebral hemorrhage following anti-Aß-immunotherapy". Pfeifer M, Boncristiano S, Bondolfi L, Stalder A, Deller T, Staufenbiel M, Mathews P, Jucker M (2002). Science 298: 1379. doi:10.1126/science.1078259;
- "Aß is targeted to the vasculature in a mouse model of hereditary cerebral hemorrhage with amyloidosis". Herzig MC, Winkler DT, Burgermeister P, Pfeifer M, Kohler E, Schmidt SD, Danner S, Abramowski D, Stürchler-Pierrat C, Bürki K, van Duinen SG, Maat-Schieman MLC, Staufenbiel M, Mathews PM, Jucker M (2004). Nature Neuroscience 7: 954-60. doi:10.1038/nn1302;
- "Exogenous induction of Aβ-amyloidogenesis is governed by intrinsic properties of agent and host". Meyer-Luehmann M, Coomaraswamy J, Bolmont T, Kaeser S, Schaefer C, Kilger E, Neuenschwander A, Abramowski D, Frey P, Jaton AL, Vigouret J, Paganetti P, Walsh DM, Mathews P, Ghiso J, Staufenbiel M, Walker L, Jucker M (2006). Science 313: 1781-1784. doi:10.1126/science.1131864;
- "Formation and maintenance of Alzheimer's disease β-amyloid plaques in the absence of microglia". Grathwohl SA, Kälin RE, Bolmont T, Prokop S, Winkelmann G, Kaeser SA, Odenthal J, Radde R, Eldh T, Gandy S, Aguzzi A, Staufenbiel M, Mathews PM, Wolburg H, Heppner FL, Jucker M (2009). Nature Neuroscience 12: 1358-1360. doi:10.1038/nn.2432;
- "Peripherally applied Aß-containing inoculates induce cerebral β-amyloidosis". Eisele YS, Obermueller U, Heilbronner G, Baumann F, Kaeser SA, Wolburg H, Walker LC, Staufenbiel M, Heikenwalder M, Jucker M (2010). Science 330: 980-982. doi:10.1126/science.1194516;
- "The benefits and limitations of animal models for translational research in neurodegenerative diseases". Jucker M (2010) Nature Medicine 16: 1210-1214. doi:10.1038/nm.2224;
- "The amyloid state of proteins in human diseases". Eisenberg D, Jucker M (2012). Cell 148: 1188-1203. doi:10.1016/j.cell.2012.02.022;
- "Changes in amyloid-β and Tau in the cerebrospinal fluid of transgenic mice overexpressing amyloid precursor protein". Maia LF, Kaeser SA, Reichwald J, Hruscha M, Martus P, Staufenbiel M, Jucker M (2013). Science Translational Medicine 5, 194re2 (2013). doi:10.1126/scitranslmed.3006446;
- "Self-propagation of pathogenic protein aggregates in neurodegenerative diseases". Jucker M, Walker LC (2013). Nature 501: 45-51. doi:10.1038/nature12481;
- "Persistence of Aß seeds in APP-null mouse brain". Ye L, Fritschi SK, Schelle J, Obermüller U, Degenhardt K, Kaeser SA, Eisele YS, Walker LC, Baumann F, Staufenbiel M, Jucker M (2015). Nature Neuroscience 18: 1559-1561. doi:10.1038/nn.4117;
- "Neurofilament light chain in blood and CSF as marker of disease progression in mouse models and in neurodegenerative diseases". Bacioglu M, Maia LF, Preische O, Schelle J, Apel A, Kaeser SA, Schweighauser M, Eninger T, Lambert M, Pilotto A, Shimshek D, Neumann U, Kahle PJ, Staufenbiel M, Neumann M, Maetzler W, Kuhle J, Jucker M (2016). Neuron 91: 56-66. doi:10.1016/j.neuron.2016.05.018;
- "Microglia turnover with aging and in an Alzheimer´s model via long-term in vivo single-cell imaging". Füger P, Hefendehl JK, Veeraraghavalu K, Schlosser C, Wendeln A-C, Obermüller U, Wegenast-Braun BM, Neher JJ, Martus P, Kohsaka S, Thunemann M, Feil R, Sisodia SS, Skodras A, Jucker M (2017). Nature Neuroscience 20:1371-1376. doi:10.1038/nn.4631;
- "Propagation and spread of pathogenic protein assemblies in neurodegenerative diseases". Jucker M, Walker LC (2018). Nature Neuroscience 21: 1341-1349. doi:10.1038/s41593-018-0238-6;
- "Serum neurofilament dynamics predicts neurodegeneration and clinical progression in presymptomatic Alzheimer´s disease". Preische O, Schultz S, Apel A, Kuhle J, Kaeser SA, Barro C, Gräber S, Kuder-Buletta E, LaFougere C, Laske C, Vöglein J, Levin J, Masters CL, Martins R, Schofield PR, Rossor MN, Graff-Radford NR, Salloway S, Ghetti B, Ringman JM, Noble JM, Chhatwal J, Goate AM, Benzinger TLS, Morris JC, Bateman RJ, Wang G, Fagan AM, McDade EM, Gordon BA, Jucker M, Dominantly Inherited Alzheimer Network (2019). Nature Medicine 25: 277-283. doi:10.1038/s41591-018-0304-3;

### Bücher
- Alzheimer: 100 Years and Beyond (2006); M. Jucker, K. Beyreuther, C. Haass, R.M. Nitsch, Y. Christen, Eds. ISBN 978-3-540-37651-4
- Proteopathic Seeds and Neurodegenerative Diseases (2013); M. Jucker, Y. Christen, Eds. ISBN 978-3-642-35491-5